# Сенат ДР Конго
Сенат — верхняя палата парламента Демократической Республики Конго. Сенат был создан в 1960 г., упразднен в 1967 г. и воссоздан в 2003 г.
В переходный период в Демократической Республике Конго (2003–2006 годы) Сенат, помимо своей законодательной роли, также занимался разработкой проекта новой конституции страны. Эта задача была выполнена с принятием проекта в парламенте в мае 2005 года и его одобрением конголезским народом на успешном демократическом референдуме 18 и 19 декабря 2005 года.
Нынешним председателем Сената является Модест Бахати Луквебо, избранный 5 марта 2021 года. Генеральным секретарем является Давид Бьяза Санда Лутала. Последний Сенат был приведен к присяге 28 января 2019 г.

## Выборы
Сенаторы были избраны в соответствии с новой конституцией 19 января 2007 года провинциальными парламентами своих соответствующих провинций. Члены Сената избираются непрямым голосованием провинциальных ассамблей. Каждая из 25 провинций избирает четырех сенаторов, а город-провинция Киншаса избирает восемь. Избранные сенаторы избираются на пятилетний срок. Бывшие президенты могут быть сенаторами пожизненно.

## Переходный Сенат
Состав Переходного Сената Демократической Республики Конго
| Партия                                                                      | Мест |
| --------------------------------------------------------------------------- | ---- |
| Движение за освобождение Конго                                              | 22   |
| Правительство                                                               | 22   |
| Политическая оппозиция                                                      | 22   |
| Конголезское объединение за демократию                                      | 21   |
| Гражданское общество                                                        | 21   |
| Май-май                                                                     | 4    |
| Конголезское объединение за демократию / Освободительное движение Кисангани | 3    |
| Объединение конголезцев за демократию - Национальное                        | 1    |